# Julius Köckert
Julius Köckert (1827-1918) fut un peintre saxon.

## Peintures
- Kahnfahrt auf dem Starnberger-See, 1855
- Eine Schnitterin, bei den Garben stehend, schaut nach einem aus der Kirche heimkehrenden Hochzeitszug, 1856
- Junge Schnitterin mit ihrem Kind im Kahn, der mit Heu, Sense und Gemüsekorb hoch beladen ist